# 武藤塾
武藤塾（むとうじゅく）は、プロレスラーの武藤敬司と、江崎グリコプロダクトマネージャー・桑原弘樹が、ゴールドジムの協力のもとプロレスラー流のトレーニング方法やサプリメントなどの栄養学のノウハウを一般に公開するフィットネスセミナー。

## 内容
フィットネストレーニングに造詣が深い武藤と、江崎グリコ内にサプリメントブランド「グリコパワープロダクション」を立ち上げた桑原が、テーマに沿って老若男女問わず肉体改造と健康促進を目的として実施しているセミナー。女性向けプログラムなどレベルにあったトレーニング方法を伝授しているほか、レッスンや講義だけではなくサイン会やディナーパーティーなども用意されている。番外編としてトークショーや全日本プロレス新人オーディションなども実施されていた。
2013年7月10日、武藤敬司が全日本プロレスを退団してWRESTLE-1を設立したが、2014年に番外編として同団体の新人オーディションを開催することになった。
現在は桑原が塾長のコンディショニングセミナー「桑原塾」も開かれている。

## メンバー
- 塾長 : 武藤敬司（WRESTLE-1）
- 講師 : 桑原弘樹（江崎グリコ）
- コーチ : WRESTLE-1所属選手
- 協賛 : 江崎グリコ、ゴールドジム

## オーディション出身者

### 1期生（2006年）
- T28（現：BUSHI）（全日本プロレス→新日本プロレス）
- 真田聖也（現：SANADA）（全日本プロレス→WRESTLE-1→フリー→新日本プロレス）
- KAI（全日本プロレス→WRESTLE-1→フリー）
- 大和ヒロシ（全日本プロレス→WRESTLE-1→フリー）

### 2期生（2007年）
- 駿河一（全日本プロレス→引退）
- 石井慧介（DDTプロレスリング→ガンバレ☆プロレス）
- 大谷将司（大日本プロレス→フリー→引退）

### 3期生（2008年）
- 近野剣心（DRAGON GATE→フリー→ダブプロレス）
- 中之上靖文（全日本プロレス→WRESTLE-1→大日本プロレス）

### 4期生（2009年）
- 征矢匠（全日本プロレス→引退後復帰→フリー）

### 5期生（2010年）
- 伊禮タケシ（フリー）

### 6期生（2011年）
- アンディ・ウー（全日本プロレス→WRESTLE-1→フリー）

### 7期生（2012年）
- 稲葉大樹（全日本プロレス→WRESTLE-1→フリー→プロレスリング・ノア）
- 大森達男（大日本プロレス→フリー→引退）

### 8期生（2013年）
- 石坂ブライアン（フリー→シアタープロレス花鳥風月）

### 9期生（2014年）
- 熊ゴロー（WRESTLE-1→フリー）
- 藤村康平（現：アレハンドロ）（WRESTLE-1→フリー）

## 開講実績
ゴールドジム
- 第1回 : 幕張
- 第2回 : さいたまスーパーアリーナ
- 第3回 : 東京
- 第4回 : 神戸
- 第5回 : 表参道
- 第6回 : 厚木神奈川
- 第7回 : 大塚（東京ノース）
- 第8回 : 行徳
- 第9回 : 北千住
- 第10回 : 表参道
- 第11回 : 幕張
- 第12回 : さいたまスーパーアリーナ
- 番外編、他 : 札幌、名古屋金山、大森、日本医学学会総会（イベント内）など。